# Pałac w Strusowie
Pałac w Strusowie – pałac wybudowany w XVIII w. w Strusowie nad rzeką Seret.

## Opis
Okazały pałac wzniesiony został w stylu klasycystycznym  przez rodzinę Lanckorońskich. Przy pałacu znajdowała się stadnina koni arabskich.